# Lista străzilor din sectorul 2

## Alei
Aleile sunt străzi înguste și scurte, plantate pe margini cu flori sau arbori.
1. Aleea Petre Antonescu (arh.)
2. Aleea Argedava
3. Aleea Arubium
4. Aleea Avrig
5. Aleea Bistricioara
6. Aleea Brașoveni
7. Aleea Câmpul Moșilor
8. Aleea Capidava
9. Aleea Cenușeresei
10. Aleea Circului
11. Aleea Cislău
12. Aleea Codlea
13. Aleea Cozia
14. Aleea Cumidava
15. Aleea Deda
16. Aleea Diham
17. Aleea Dinogetia
18. Aleea Doamna Ghica
19. Aleea Dobrina
20. Aleea Hobița
21. Aleea Ilia
22. Aleea Lunca Florilor
23. Aleea Luncșoara
24. Aleea Lungulețu
25. Format:Aleea Margareta
26. Aleea Măgura Vulturului
27. Aleea Mozaicului
28. Aleea Oteșani
29. Aleea Pantelimon
30. Aleea Piatra Mare
31. Aleea Romula
32. Aleea Sargetia
33. Aleea Siliștea
34. Aleea Sinaia
35. Aleea Socului
36. Aleea Sucidava
37. Aleea Teiul Doamnei
38. Aleea Tibiscum
39. Aleea Vergului
40. Aleea Zarandului

## Bulevarde
Bulevardele sunt străzi urbane largi și drepte, de mare circulație, în general mărginite de plantații de arbori.
1. Bulevardul Basarabia
2. Bulevardul Carol I
3. Bulevardul Chișinău
4. Bulevardul Dacia
5. Bulevardul Ferdinand I
6. Bulevardul Gara Obor
7. Bulevardul Ghica Tei
8. Bulevardul Lacul Tei
9. Bulevardul Pierre de Coubertin
10. Bulevardul Dimitrie Pompeiu (mat.)
11. Bulevardul Pache Protopopescu

## Căi
Căile sunt artere de pătrundere într-un oraș, iar rolul lor este de a face legătura cu o șosea importantă. În trecut calea era o stradă care servea drept arteră principală de circulație într-un oraș.
1. Calea Floreasca
2. Calea Moșilor

## Intrări
Intrările sunt străzi mici înfundate la un capăt. Poartă și denumirea de fundături.
1. Intrarea Abanosului
2. Intrarea Afirmării
3. Intrarea Agregatelor
4. Intrarea Albinari
5. Intrarea Alexandru cel Bun
6. Intrarea Andronache
7. Intrarea Apold
8. Intrarea Argeaua
9. Intrarea Arpaș
10. Intrarea Babadag
11. Intrarea Baritonului
12. Intrarea Beiu Constantin
13. Intrarea Bicaz
14. Intrarea Bobeica
15. Intrarea Ion N. Bulgaru (sold.)
16. Intrarea Buzinca Comisul
17. Intrarea Călătorului
18. Intrarea Ion Călin (erou)
19. Intrarea Calității
20. Intrarea Marin Calota (sold.)
21. Intrarea Călușei
22. Intrarea Cândești
23. Intrarea Ion Luca Caragiale
24. Intrarea Ceptura
25. Intrarea Nicolae Cerga (cap.)
26. Intrarea Chefalului
27. Intrarea Chintalului
28. Intrarea Clopoțeilor
29. Intrarea Cobiliței
30. Intrarea Codlea
31. Intrarea Colții Brezei
32. Intrarea Colții Morarului
33. Intrarea Costaforu Gheorghe (prof.)
34. Intrarea Costea Gheorghe (serg.)
35. Intrarea Cumpenei
36. Intrarea Debarcaderului
37. Intrarea Degetarului
38. Intrarea Depoului
39. Intrarea Detectorului
40. Intrarea Diacului
41. Intrarea Docherilor
42. Intrarea Domnești
43. Intrarea Procopie Dumitrescu
44. Intrarea Mihai Eminescu
45. Intrarea Episcopul Radu
46. Intrarea Fanfarei
47. Intrarea Făurești
48. Intrarea Frumușița
49. Intrarea Frunzei
50. Intrarea Fundeni
51. Intrarea Galați
52. Intrarea Galenei
53. Intrarea Gherghiței
54. Intrarea Glasului
55. Intrarea Glucozei
56. Intrarea Grânarului
57. Intrarea Grindul Mare
58. Intrarea Heliade între Vii
59. Intrarea Inginerilor Tei
60. Intrarea Gheorghe Ioanid (pictor)
61. Intrarea Grigore Ipătescu (g-ral.)
62. Intrarea Italiană
63. Intrarea Jugarului
64. Intrarea Legendei
65. Intrarea Vasile Luicu (plt.)
66. Intrarea Maliuc
67. Intrarea Mandarinei
68. Intrarea Mântuleasa
69. Intrarea Margareta
70. Intrarea Matei Elina Voievod
71. Intrarea Mecet
72. Intrarea Mieilor
73. Intrarea Mihai Bravu
74. Intrarea Gheorghe Mina (sold.)
75. Intrarea Monahului
76. Intrarea Nisetrului
77. Intrarea Paharnicul Turturea
78. Intrarea Pălămidei
79. Intrarea Palmacului
80. Intrarea Palmierului
81. Intrarea Pâncota
82. Intrarea Ion Pantaru (serg.)
83. Intrarea Pargarilor
84. Intrarea Pescarilor
85. Intrarea Peșterii
86. Intrarea Pop Gheorghe de Băsești
87. Intrarea Popa Lazăr
88. Intrarea Popa Nan
89. Intrarea Precupeții Vechi
90. Intrarea Puieților
91. Intrarea Râmnic
92. Intrarea Roinița
93. Intrarea Ronda
94. Intrarea Safirului
95. Intrarea Scheiului
96. Intrarea Dumitru Secăreanu
97. Intrarea Securei
98. Intrarea Somnului
99. Intrarea Spătarului
100. Intrarea Constantin Staniloiu (slt.)
101. Intrarea Știucii
102. Intrarea Vladimir Streinu
103. Intrarea Suceava
104. Intrarea Tăciunelui
105. Intrarea Ion Tancu (serg.)
106. Intrarea Teiul Doamnei
107. Intrarea Teleajen
108. Intrarea Tetcani
109. Intrarea Țibana
110. Intrarea Țiglelor
111. Intrarea Topliceni
112. Intrarea Vagonului
113. Intrarea Varna
114. Intrarea Vaselor
115. Intrarea Nicolae Vermont (pictor)
116. Intrarea Versului
117. Intrarea Viitorului
118. Intrarea Vișinilor
119. Intrarea Zambila Ionita (sold.)
120. Intrarea Ziduri între Vii

## Piețe
Piețele sunt locuri întinse și deschise dintr-o localitate, unde se întâlnesc sau se întretaie mai multe străzi. Sunt adesea amenajate cu spații verzi, statui.
1. Piața Gheorghe Cantacuzino
2. Piața Nicolae C. Dabija (g-ral.)
3. Piața Foișorul de Foc
4. Piața Pache Protopopescu
5. Piața C.A. Rosetti
6. Piața Sfântul Ștefan

## Străzi
1. Strada Aaron Florian
2. Strada Aghires
3. Strada Agricultorilor
4. Strada Albatrosului
5. Strada Albesti
6. Strada Albisoarei
7. Strada Alexandrescu Sica
8. Strada Alexandru cel Bun
9. Strada Alexe Ion
10. Strada Amidonului
11. Strada Andreescu Ion, pictor
12. Strada Angrenajului
13. Strada Antonescu Petre, arh.
14. Strada Apostol Nicolae
15. Strada Aprodul Purice
16. Strada Arbore Zamfir
17. Strada Arbustului
18. Strada Arcului
19. Strada Ardeleni
20. Strada Argetoaia
21. Strada Arghezi Tudor, poet
22. Strada Arhiereul Calist
23. Strada Aristotel
24. Strada Armasul Marcu
25. Strada Armeneasca
26. Strada Armoniei
27. Strada Aromei
28. Strada Athanasiu Jean
29. Strada Atletilor
30. Strada Aurului
31. Strada Austrului
32. Strada Avram Iancu
33. Strada Avrig
34. Strada Azotului
35. Strada Azuga
36. Strada Bacaloglu Emanoil, dr.
37. Strada Bach Johann Sebastian, comp.
38. Strada Bacila Vasile, mr.
39. Strada Badea Cartan
40. Strada Baia de Arama
41. Strada Baicului
42. Strada Balasescu Nifon, prof.
43. Strada Balciului
44. Strada Balotului
45. Strada Balteni
46. Strada Banciulescu Gheorghe, lt.c-dor.av.
47. Strada Baneasa Ancuta
48. Strada Banitei
49. Strada Banul Dumitrache
50. Strada Banul Nicolae
51. Strada Bara Savu, sold.
52. Strada Barbat Voievod
53. Strada Barometrului
54. Strada Bartok Bela, comp.
55. Strada Barzava
56. Strada Basca Mare
57. Strada Basca Mica
58. Strada Batiste
59. Strada Beethoven Ludwig Van, comp.
60. Strada Beiu Constantin
61. Strada Berechet
62. Strada Berindei Ion
63. Strada Betonului
64. Strada Bibanului
65. Strada Bidoianu Chiriac, preot
66. Strada Biserica Floreasca
67. Strada Biserica Marcuta
68. Strada Biserica Pantelimon
69. Strada Bizet Georges, comp.
70. Strada Blanduziei
71. Strada Bocsa
72. Strada Bodesti
73. Strada Bogorin Constantin, erou
74. Strada Borangicului
75. Strada Borzesti
76. Strada Botez Corneliu
77. Strada Botez Eugen, c-dor.
78. Strada Bozioru
79. Strada Bradescu Barbu
80. Strada Bradesti
81. Strada Brana
82. Strada Brasoveni
83. Strada Brasovului
84. Strada Bratasanu Ghinea
85. Strada Bratului
86. Strada Brebu
87. Strada Brizei
88. Strada Budila
89. Strada Buestrului
90. Strada Bujorul Alb
91. Strada Bulandra Tony, actor
92. Strada Bulugea Gh. Gheorghe, cap.
93. Strada Burghelea, dr.
94. Strada Busolei
95. Strada Busteni
96. Strada Busuioc I. Simion, serg.maj.erou
97. Strada Buzescu Aura
98. Strada Buzoiu Theodor, serg.maj.
99. Strada Caimatei
100. Strada Calafat
101. Strada Calderon Jean Louis
102. Strada Calderon Jean Louis, ziarist
103. Strada Caliman
104. Strada Calin Ion, erou
105. Strada Calinescu Armand
106. Strada Calinului
107. Strada Callimachi
108. Strada Calmatui
109. Strada Calusei
110. Strada Caminului
111. Strada Campul cu Narcise
112. Strada Campului
113. Strada Canea Nicolae
114. Strada Canepei
115. Strada Canotajului
116. Strada Capreni
117. Strada Captariu Radu
118. Strada Caragiale Ion Luca
119. Strada Carausilor
120. Strada Carei
121. Strada Cariagdi Dumitru
122. Strada Caroteni
123. Strada Cartojan N. Nicolae, prof.
124. Strada Catrintei
125. Strada Cazacu Mihail, erou
126. Strada Ceaikovski Piotr Ilici, comp.
127. Strada Ceptura
128. Strada Cercului
129. Strada Cerna
130. Strada Cernauti
131. Strada Cetatii
132. Strada Chendi Ilarie
133. Strada Chiristigiilor
134. Strada Chirita Ion, serg.
135. Strada Chopin Frederic, comp.
136. Strada Ciberneticii
137. Strada Cimentului
138. Strada Ciobanasului
139. Strada Ciocarliei
140. Strada Ciorchinilor
141. Strada Ciresului
142. Strada Ciuca Stefan
143. Strada Ciurea
144. Strada Claudian Laurentiu, mr.dr.
145. Strada Claudiu
146. Strada Clopotiva
147. Strada Clopotului
148. Strada Closani
149. Strada Cluceru Sandu
150. Strada Coacazelor
151. Strada Cocostarcului
152. Strada Codalbitei
153. Strada Coifului
154. Strada Coloniei
155. Strada Comanita
156. Strada Comarnic
157. Strada Competitiei
158. Strada Constanta
159. Strada Constantinescu George, ing.
160. Strada Conta Vasile
161. Strada Corabeasca
162. Strada Corabia
163. Strada Coravu Ion, mr.
164. Strada Corbeni
165. Strada Cornisei
166. Strada Cornisor
167. Strada Cosminului
168. Strada Costache Conachi
169. Strada Costaforu Gheorghe, prof.
170. Strada Cotmeana
171. Strada Crapului
172. Strada Cremenita
173. Strada Cristea Mateescu
174. Strada Cristescu Dima, slt.
175. Strada Cristescu Marian
176. Strada Cristescu Vasile, ing.
177. Strada Cristian Radu
178. Strada Crisul Negru
179. Strada Cuisoarei
180. Strada Cuiului
181. Strada Culea Nicolae, serg.
182. Strada Culmea Fagarasului
183. Strada Cumpenei
184. Strada Cuprului
185. Strada Dambovicioara
186. Strada Danulesti
187. Strada Dardiac Dumitru, serg.
188. Strada Dascalului
189. Strada Declamarii
190. Strada Delea Veche
191. Strada Deleanu
192. Strada Dragusin
193. Strada Deleni
194. Strada Delfinului
195. Strada Deliorman
196. Strada Despot Voda
197. Strada Deva
198. Strada Dianei
199. Strada Diminetii
200. Strada Dinu Vintila
201. Strada Doamna Ghica
202. Strada Doamna Oltea
203. Strada Dobrici
204. Strada Dobrota
205. Strada Doda Traian, g-ral.
206. Strada Dogarilor
207. Strada Domnita Ruxandra
208. Strada Donici Alexandru
209. Strada Donizetti Gaetano
210. Strada Dorin Pavel
211. Strada Dragos Voda
212. Strada Drobeta
213. Strada Dropiei
214. Strada Dumbrava Rosie
215. Strada Dumitrana
216. Strada Dumitrescu Tanase, brig.
217. Strada Dumitrescu Valer, cpt.
218. Strada Duzilor
219. Strada Educatiei
220. Strada Elena
221. Strada Elevatorului
222. Strada Emanciparii
223. Strada Eminescu Mihai
224. Strada Emisferei
225. Strada Enache Sandu
226. Strada Energiei
227. Strada Episcopul Damaschin
228. Strada Episcopul Ilarion
229. Strada Episcopul Radu
230. Strada Escalei
231. Strada Existentei
232. Strada Fabrica de Gheata
233. Strada Fagarasanu, slt.
234. Strada Fainari
235. Strada Falticeni
236. Strada Fantanica
237. Strada Fecioarei
238. Strada Ferastrau
239. Strada Ferestrei
240. Strada Fibrei
241. Strada Fierari
242. Strada Filipescu Nicolae
243. Strada Floruta Ion
244. Strada Fluierului
245. Strada Folclorului
246. Strada Folescu George, artist
247. Strada Franzelarilor
248. Strada Fraului
249. Strada Fructelor
250. Strada Frunzei
251. Strada Gabrielescu Grigore
252. Strada Gales
253. Strada Galita
254. Strada Galvani Luigi, fizician
255. Strada Gara Herastrau
256. Strada Garbov
257. Strada Garibaldi Giuseppe
258. Strada Gataia
259. Strada Gaterului
260. Strada Geamandurii
261. Strada Geicu Ion, sold.
262. Strada Georgescu Dridu Constantin, elev
263. Strada Georgescu Mihail, dr.
264. Strada Georgian Constantin
265. Strada Gerota D. Dimitrie
266. Strada Gheata Constantin
267. Strada Gheorghevici, cpt.av.
268. Strada Gherghitei
269. Strada Ghiculeasa Maria
270. Strada Ghimbav
271. Strada Ghiocei
272. Strada Gimalau
273. Strada Giugaru Alexandru, actor
274. Strada Glavanesti
275. Strada Glinka Mihail Ivanovici, comp.
276. Strada Glodeni
277. Strada Gorgan Spataru
278. Strada Gradistea Florestilor
279. Strada Greceanu Paul, ziarist
280. Strada Greceanu Stefan, ziarist
281. Strada Grigore Vasiliu Birlic, actor
282. Strada Grozavescu Traian, tenor
283. Strada Grozdea Dimitrie
284. Strada Grozovici Calistrat, dr.
285. Strada Gureni
286. Strada Hagi Stoica Nicolae
287. Strada Hagiului
288. Strada Halmeu
289. Strada Hambarului
290. Strada Harjeu D., arh.
291. Strada Harlescu Dimitrie, pictor
292. Strada Hatisului
293. Strada Heliade intre Vii
294. Strada Herta
295. Strada Hiramului
296. Strada Hispania
297. Strada Horei
298. Strada Hortensiei
299. Strada Iancu Capitanu
300. Strada Iancu Cavaler de Flondor
301. Strada Iancu Marcel
302. Strada Icoanei
303. Strada Iernii
304. Strada Ilgani
305. Strada Inaugurarii
306. Strada Inginerilor Tei
307. Strada Inisor
308. Strada Inocentei
309. Strada Invalid Suliga Ion
310. Strada Ion Heliade Radulescu
311. Strada Ionescu Anton, lt.
312. Strada Ionescu Atanase, mr.
313. Strada Ionescu Baican, lt.
314. Strada Ionescu Grigore
315. Strada Ionita Vornicul
316. Strada Iorceanu Spiridon, ing.
317. Strada Iorgulescu Dumitru
318. Strada Ipatescu Grigore, g-ral.
319. Strada Ipsilanti Alexandru
320. Strada Ipsilanti Voievod
321. Strada Irimicului
322. Strada Ispir Petre, cap.
323. Strada Ispravnicului
324. Strada Italiana
325. Strada Itcani
326. Strada Ivarului
327. Strada Izvorul Muntelui
328. Strada Joagarului
329. Strada Judetului
330. Strada Justinian
331. Strada Juverdeanu, cpt.
332. Strada Kepler K. Johannes, astronom
333. Strada Kirilov Nicolae
334. Strada Kiritescu Constantin, publicist
335. Strada Lacatusului
336. Strada Laceni
337. Strada Lacul Amara
338. Strada Lacul Gorgova
339. Strada Lacul Ianca
340. Strada Lacului
341. Strada Laicerului
342. Strada Lanternei
343. Strada Lanului
344. Strada Laptari Tei
345. Strada Lascar Vasile
346. Strada Latina
347. Strada Lavitei
348. Strada Lazar Florea, sold.
349. Strada Lazarovici Virgil, lt.
350. Strada Lecturii
351. Strada Lehliu
352. Strada Leonard Nicolae
353. Strada Leonida I.
354. Strada Licurg
355. Strada Linotipului
356. Strada Linului
357. Strada Lipatti Dinu
358. Strada Lirei
359. Strada Litoralului
360. Strada Litovoi Voievod
361. Strada Lizeanu
362. Strada Logofatul Carstea
363. Strada Logofatul Dan
364. Strada Logofatul Luca Stroici
365. Strada Lopatarilor
366. Strada Lopetii
367. Strada Luchian Stefan, pictor
368. Strada Luminei
369. Strada Luminitei
370. Strada Lunca Florilor
371. Strada Luncsoara
372. Strada Lunei
373. Strada Luntrei
374. Strada Lupu Dionisie
375. Strada Macazului
376. Strada Macelari
377. Strada Macrisului
378. Strada Magneziului
379. Strada Magnoliei
380. Strada Magura Vaii
381. Strada Magura Vulturului
382. Strada Maica Domnului
383. Strada Maiorescu Ion, prof.
384. Strada Maiorescu Titu
385. Strada Maiorului
386. Strada Maliuc
387. Strada Malului
388. Strada Mandrea Gheorghe, arh.
389. Strada Manolache Vornicul
390. Strada Manoliu Pompiliu, slt.
391. Strada Mantuleasa
392. Strada Manu Victor, lt.
393. Strada Margaritarelor
394. Strada Marin Ion, sold.
395. Strada Marinescu Dimitrie
396. Strada Masaryk Thomas
397. Strada Masina de Paine
398. Strada Matac Gheorghe, sold.
399. Strada Matasari
400. Strada Mateevici Alecu
401. Strada Matei Elina Voievod
402. Strada Matei N. Dumitru, serg.
403. Strada Matei Voievod
404. Strada Mecet
405. Strada Medaliei
406. Strada Medianei
407. Strada Melodiei
408. Strada Mentiunii
409. Strada Merisescu Constantin, cpt.
410. Strada Mieilor
411. Strada Mihaila Radu, sold.
412. Strada Mihaileanu Stefan
413. Strada Minerilor
414. Strada Miresmei
415. Strada Mogos Vornicul
416. Strada Moisil C. Grigore
417. Strada Monumentului
418. Strada Moroeni
419. Strada Movila Ion
420. Strada Mozart Wolfgang Amadeus, comp.
421. Strada Mrenei
422. Strada Mumuleanu Barbu, poet
423. Strada Muntenescu Ion, av.
424. Strada Muntii Buzaului
425. Strada Murgescu Ioan, amiral
426. Strada Nacu Constantin
427. Strada Nada Florilor
428. Strada Nalbei
429. Strada Nastase Pamfil, serg.
430. Strada Neagota
431. Strada Neagu Florea, sold.
432. Strada Neculuta Theodor Dumitru, poet
433. Strada Negulescu Petre, lt.
434. Strada Negustori
435. Strada Nemira
436. Strada Niculescu Romulus Bazar, lt.
437. Strada Nita Ene, sold.
438. Strada Nita Ion, plt.
439. Strada Obedeanu Oscar, pictor
440. Strada Obletilor
441. Strada Oborul Nou
442. Strada Ochisoru
443. Strada Ocolului
444. Strada Odorhei
445. Strada Oituz
446. Strada Olanelor
447. Strada Olari
448. Strada Olimpiadei
449. Strada Oltarului
450. Strada Oltetului
451. Strada Onciu Dimitrie
452. Strada Opanez
453. Strada Oradea
454. Strada Orbescu Dimitrie
455. Strada Ortacului
456. Strada Orzari
457. Strada Otelului
458. Strada Otesani
459. Strada Otetari
460. Strada Ottoi Calin, dr.
461. Strada Ovazului
462. Strada Paciurea Dimitrie
463. Strada Padina Rosie
464. Strada Padureanu Ghita
465. Strada Palade D. Gheorghe
466. Strada Palanca
467. Strada Paleologu
468. Strada Pancota
469. Strada Pantazi Florica
470. Strada Paraschiv Nicolaie
471. Strada Parau Nicolae
472. Strada Pargarilor
473. Strada Paroseni
474. Strada Pasarani
475. Strada Pascale Stefan, sold.
476. Strada Pastorului
477. Strada Pasului
478. Strada Paulescu Alexandru, lt.
479. Strada Paun Pincio Ion, poet
480. Strada Peisajului
481. Strada Pepelea
482. Strada Peris
483. Strada Pescarilor
484. Strada Pescarusului
485. Strada Petricani
486. Strada Philippide Alexandru
487. Strada Pietrisului
488. Strada Pietroasa
489. Strada Pinul Alb
490. Strada Pironasu Ion, serg.
491. Strada Plantelor
492. Strada Platicei
493. Strada Plugusor
494. Strada Plumbuita
495. Strada Podul Corbului
496. Strada Podul Neagului
497. Strada Podul Vadului
498. Strada Podul Vartosului
499. Strada Poeziei
500. Strada Poiana cu Aluni
501. Strada Polizu Elena
502. Strada Polizu Ion
503. Strada Polovraci
504. Strada Pop Gheorghe de Basesti
505. Strada Popa Iancu
506. Strada Popa Lazar
507. Strada Popa Nan
508. Strada Popa Nicolae
509. Strada Popa Petre
510. Strada Popa Rusu
511. Strada Popa Soare
512. Strada Popescu Sever
513. Strada Portile de Fier
514. Strada Porumbaceanu Ion
515. Strada Postelnicul Stroe
516. Strada Potarnichii
517. Strada Potcoavei
518. Strada Poteca Eufrosin, prof.
519. Strada Praporgescu David, g-ral.
520. Strada Precupetii Vechi
521. Strada Predeal
522. Strada Predescu Vasile, serg.
523. Strada Prepelitei
524. Strada Prudentei
525. Strada Puccini Giaccomo, comp.
526. Strada Puiandrului
527. Strada Puietilor
528. Strada Racovita Dimitrie
529. Strada Radovanu
530. Strada Radovici St. Alexandru, g-ral.
531. Strada Radu de la Afumati
532. Strada Radulescu Polixenia
533. Strada Raduta Gheorghe, sold.
534. Strada Rafael Sanzio
535. Strada Rahmaninov Serghei Vasilievici
536. Strada Raileanu Nistor
537. Strada Ramuri Tei
538. Strada Raristei
539. Strada Rascoala 1907
540. Strada Rasnov
541. Strada Raspantiilor
542. Strada Rasuri
543. Strada Raul Colentina
544. Strada Rauseni
545. Strada Reactorului
546. Strada Recoltei
547. Strada Recreerii
548. Strada Refrenului
549. Strada Reinvierii
550. Strada Remetea
551. Strada Renului
552. Strada Revolutia 1848
553. Strada Ricinului
554. Strada Ripiceni
555. Strada Ritmului
556. Strada Robescu Radu, lt.
557. Strada Rodica
558. Strada Romano Alexandru, pictor
559. Strada Romulus
560. Strada Ronda
561. Strada Ropotului
562. Strada Rosetti C. A.
563. Strada Rosetti Maria
564. Strada Rosetti Mircea
565. Strada Rosioarei
566. Strada Rossini Gioacchino, comp.
567. Strada Roventa Gheorghe, cpt.
568. Strada Rovine
569. Strada Rumeoara
570. Strada Ruschita
571. Strada Russel, dr.
572. Strada Russo Alecu
573. Strada Sachelarie Visarion, lt.
574. Strada Sagetii
575. Strada Salcamilor
576. Strada Salciilor
577. Strada Salmen Dimitrie, g-ral.
578. Strada Saltului
579. Strada Sanmedru
580. Strada Sanzieni
581. Strada Sarafinesti
582. Strada Savu Marin, sold.
583. Strada Savulescu Alexandru, arh.
584. Strada Scaietilor
585. Strada Scheiul de Jos
586. Strada Scheiul de Sus
587. Strada Schitul Darvari
588. Strada Scoalei
589. Strada Scoicilor
590. Strada Scortan Ion
591. Strada Secareanu Dumitru
592. Strada Semilunei
593. Strada Semnalului
594. Strada Seneslav Voievod
595. Strada Serban Gheorghe
596. Strada Serbanica Vasile
597. Strada Serghiescu Marin
598. Strada Serii
599. Strada Sfanta Ana
600. Strada Sfanta Treime
601. Strada Sfantul Niceta
602. Strada Sfantul Spiridon
603. Strada Sfantul Stefan
604. Strada Sfintilor
605. Strada Sighet
606. Strada Sighisoara
607. Strada Silistea
608. Strada Silozului
609. Strada Silvestru
610. Strada Silvia
611. Strada Simetriei
612. Strada Sinaia
613. Strada Sipca
614. Strada Siragului
615. Strada Slaniceanu Nicolae, ing.
616. Strada Slovei
617. Strada Slugeru Dumitru
618. Strada Smeurei
619. Strada Socolescu M. Ioan, arh.
620. Strada Soltuzului
621. Strada Somoiog Constantin, serg.
622. Strada Sorescu Stefan, serg.maj.
623. Strada Spartacus
624. Strada Spatarul Mihai
625. Strada Spatarul Milescu Nicolae, cronicar
626. Strada Spatarului
627. Strada Sperantei
628. Strada Spinului
629. Strada Sportului
630. Strada Stanescu Gheorghe, slt.
631. Strada Stanga Ion, cap.
632. Strada Staniloae Parintele
633. Strada Stavilarului
634. Strada Steaua Rosie
635. Strada Stefanescu Stefan, elev
636. Strada Sterian Gheorghe, arh.
637. Strada Stiucii
638. Strada Stolnicu Vasile
639. Strada Strauss Johann
640. Strada Stroescu Vasile Vasilievici
641. Strada Suceava
642. Strada Suhard
643. Strada Sulfului
644. Strada Suveica
645. Strada Suvenir
646. Strada Tamaioarei
647. Strada Tampa
648. Strada Tanase Constantin
649. Strada Tane Dumitru
650. Strada Tarcaus
651. Strada Tarnacopului
652. Strada Teiul Doamnei
653. Strada Teleajen
654. Strada Telia
655. Strada Teodorescu Ion, serg.
656. Strada Teofil
657. Strada Tepes Voda
658. Strada Termopile
659. Strada Tesatoarelor
660. Strada Teslei
661. Strada Timpului
662. Strada Titeica Gheorghe
663. Strada Toamnei
664. Strada Tomovici Stelian, sold.
665. Strada Toporului
666. Strada Torentului
667. Strada Traian
668. Strada Trei Scaune
669. Strada Triteni
670. Strada Tudor Mihai
671. Strada Tugomir Voievod
672. Strada Tulpinei
673. Strada Tunari
674. Strada Turbinei
675. Strada Turistilor
676. Strada Turnatorilor
677. Strada Turnul Eiffel
678. Strada Turnului
679. Strada Tusnad
680. Strada Tuzla
681. Strada Urechescu Paul, av.
682. Strada Ursu Ion, prof.
683. Strada Utiesului
684. Strada Vacarescu Barbu
685. Strada Valea Jiului
686. Strada Valea Magurei
687. Strada Valea Nucului
688. Strada Vaporul lui Assan
689. Strada Vascau
690. Strada Vaselor
691. Strada Vasilescu Ion, cap.
692. Strada Vatra Luminoasa
693. Strada Velicu Stefan, sold.
694. Strada Velintei
695. Strada Venerei
696. Strada Verdi Giuseppe
697. Strada Verii
698. Strada Verona Arthur, pictor
699. Strada Veveritei
700. Strada Vidin
701. Strada Vidraru
702. Strada Viesparilor
703. Strada Viitorului
704. Strada Visinilor
705. Strada Vitejiei
706. Strada Vlad Ion
707. Strada Vladislav Voievod
708. Strada Vlaicu Aurel
709. Strada Vrancioaia
710. Strada Vuia Traian
711. Strada Vulcanei
712. Strada Zagoritz Alexandru, arh.
713. Strada Zalau
714. Strada Zalelor
715. Strada Zambila Ionita, sold.
716. Strada Zambilelor
717. Strada Zamfir A. Marcu, cap.
718. Strada Zamfir Gheorghe, sold.
719. Strada Zamfir Nicolae
720. Strada Zece Mese
721. Strada Zefirului
722. Strada Ziduri intre Vii
723. Strada Ziduri Mosi
724. Strada Zidurilor
725. Strada Zlatescu Constantin,medic

## Șosele
Șoselele sunt străzi periferice largi, frumos amenajate, de obicei plantate cu pomi.
1. Șoseaua Andronache
2. Șoseaua Colentina
3. Șoseaua Dobroești
4. Șoseaua Electronicii
5. Șoseaua Fabrica de Glucoză
6. Șoseaua Fundeni
7. Șoseaua Gherase
8. Șoseaua Iancului
9. Șoseaua Mihai Bravu
10. Șoseaua Morarilor
11. Șoseaua Pantelimon
12. Șoseaua Pipera
13. Șoseaua Ștefan cel Mare
14. Șoseaua Vergului